# Molí de Fontanet
El molí de Fontanet és un antic molí fariner de Torà (Solsonès) inclòs a l'Inventari del Patrimoni Arquitectònic de Catalunya. Està situat a la banda nord-est del nucli urbà de Torà. S'hi accedeix per l'antiga carretera de Solsona (LV-3005), en un trencant a mà dreta, gairebé al peu del camí. Rebia les aigües de la riera de Llanera i els seus afluents.

## Descripció
L'habitatge, que pot datar del 1739, al llarg del temps ha sofert ampliacions i un seguit de reformes de no fa massa temps.
Edifici de tres plantes. A la façana oest, hi trobem quatre finestres (de diferents mides), a la façana nord, hi trobem l'entrada actual al molí, a la seva esquerra hi té una finestra i a la part superior una altra. A la façana est, a la part esquerra hi ha una finestra que dona a la part superior. La façana sud està adjunta amb un altre cos, que és on hi ha els elements més interessants. La coberta és de dos vessants (est-oest), acabada amb teules. Totes les façanes estan arrebossades.

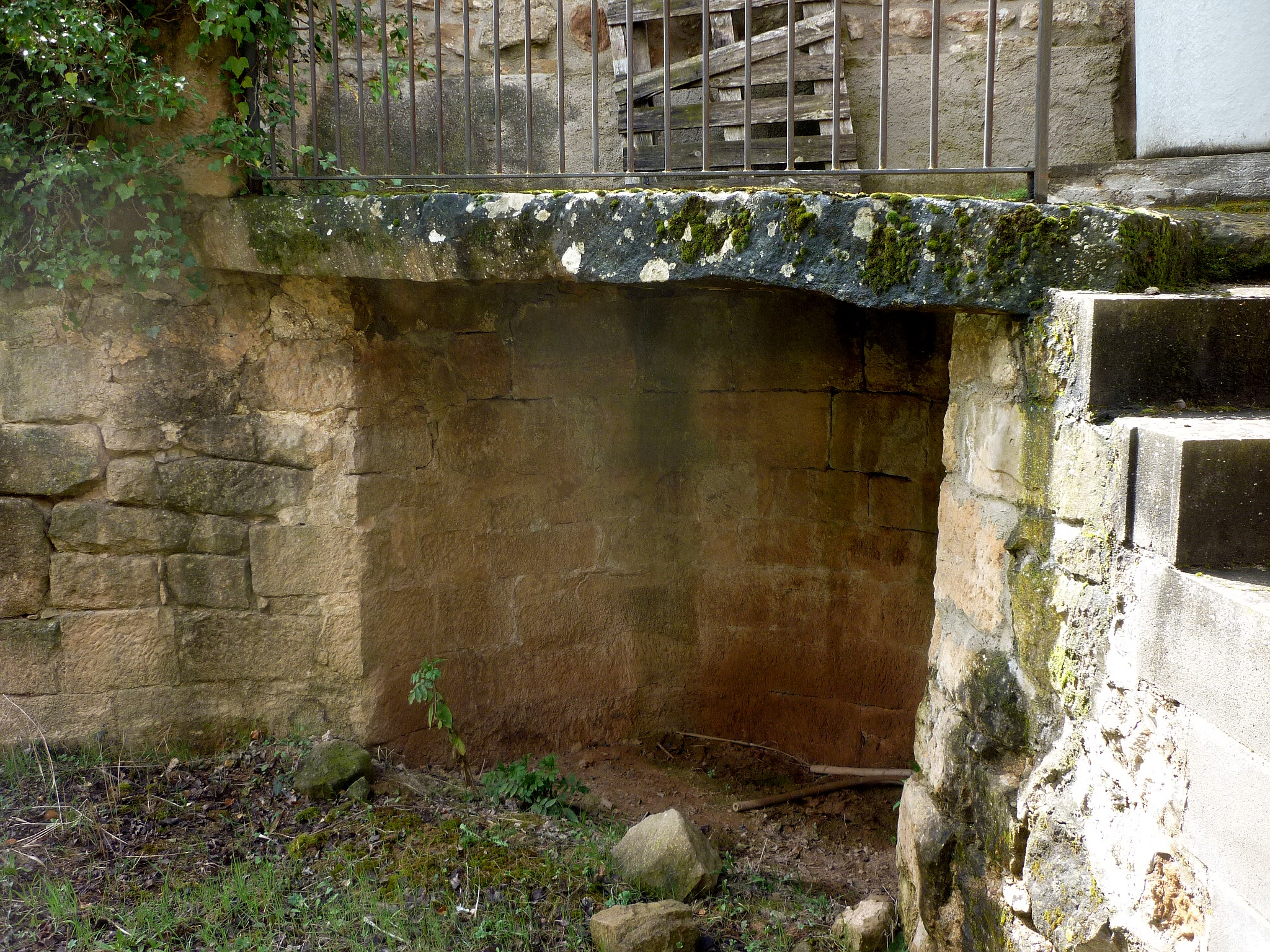
La meitat de l'enorme cacau

L'altre cos, és el que conté els elements més interessants. A la façana oest, s'observa per sota l'edifici la sortida de desguàs, a través d'un doble arc escarser. Al pilar d'aquests, hi ha la data inscrita de 1739 i una creu. A la planta baixa hi ha l'entrada original, amb llinda de pedra i la data i les inicials de J.F 1856 inscrita en un segell. A cada costat té una petita finestra. A la planta següent, hi ha tres finestres, la del centre amb llinda de pedra. La planta següent, és la que es troba més transformada a causa de les obres de restauració. S'hi barreja la part original amb totxo. Hi ha dues finestres. A la façana sud, també passa com a la part anterior: s'hi barreja la part original amb el totxo. Hi ha tres finestres. A la façana est, que ja està restaurada, no hi ha cap obertura, però sí que hi destaca l'enorme cacau. La coberta és de dos vessants (est-oest), acabada amb teules.

## Història
L'antic molí fariner ja es troba mencionat al segle xiv.